# Umberto Massa
Umberto Massa (Napoli, 4 settembre 1963) è un produttore cinematografico italiano.

## Biografia
Nasce a Napoli, il 4 settembre del 1963. Ha prodotto alcuni tra i maggiori film italiani. Fonda nel 1995 Kubla Khan, una casa di produzione indipendente.
Attualmente impegnato su diversi progetti quali "Hangar" di Luca Tartaglia, "TaXidraiv" di Aniello Picone, "Wind Surf freedom" di Velasco Marroni, "Il portavoce" tratto dal libro di Rocco Casalino, "Il massimo che posso fare" da Massimo Troisi e una serie tv su Raffaella Carrá.

## Filmografia

### In preparazione
- Hangar di Luca Tartaglia
- TaXidraiv di Aniello Picone
- Wind Surf freedom di Velasco marroni

### In scrittura
- Il portavoce, tratto dal libro scritto da Rocco Casalino
- Il massimo che posso fare, film su Massimo Troisi
- Serie tv dedicata a Raffaella Carrá

### Produttore esecutivo
- Così è la vita (1998): Aldo, Giovanni e Giacomo, Regia Aldo Giovanni e Giacomo Massimo Venier
- Chiedimi se sono Felice (2000): Aldo, Giovanni e Giacomo, Regia Aldo Giovanni e Giacomo Massimo Venier
- Si fa presto a dire amore (2000): Enrico Brignano, Vittoria Belvedere, Regia Enrico Brignano
- Grandi Domani (2005): Serie televisiva italiana con Primo Reggiani, Marco Giallini e Giulia Bevilacqua, Regia Vincenzo Terracciano

### Produttore
- La Capagira (1999): A.Piva
- Senza Filtro (2001): M.Raimondi
- Ribelli per caso (2001): V.Terracciano
- Il mare non c'è paragone (2002): E.Tartaglia
- L'amore Imperfetto (2002): D.Maderna
- Un Aldo qualunque (2002): Dario Migliardi
- Pater Familias (2003): F.Patierno
- Buco nell'acqua (2003): lungometraggio di B.Carboni
- Unconventional Toys (2004): cortometraggio di M.Rovere
- Sulle rive del Lago (2004): M.Rovere
- Mater Natura (2005): M.Andrei
- Shooting Silvio (2007): B.Carboni
- Tris di donne e abiti nuziali (2009): V.Terracciano
- Polvere (2009): M.D'Epiro, D.Proietti

### Organizzazione di Produzione
- Scugnizzi (1989): stagista con N.Loy
- La Giostra (1989): organizzatore generale con G.Pannone
- Io peter Pan (1989): ispettore di produzione con A. De Caro
- Matilda (1990): direttore di produzione con A. De Lillo
- La notte del solstizio d'estate (1991): direttore di produzione con V. Verdecchi
- Amiche del cuore (1991): ispettore di produzione L. Odorisio
- Tra una settimana (1992): direttore di produzione con L. Perelli
- Allullo Drom (1992): direttore di produzione con T. Zangardi
- La bruttina stagione (1992): direttore di produzione con Anna Di Francisca
- Pacco Doppio Pacco (1993): ispettore di produzione con N. Loy
- Antelope Cobbler (1993): direttore di produzione con A. Falduto
- Falcone e Borsellino (1993): direttore di produzione con G. Ferrara
- Cash Express (1994): organizzatore di produzione con F.Bruno
- Peggio di così si muore (1995): organizzatore di produzione con M. Cesena
- Figurine (1997): organizzatore di produzione con G. Robbiano
- Geliehenes Glück (1997): organizzatore di produzione con B. Verbong
- Per tutto il tempo che ci resta (1998): organizzatore di produzione con V. Terracciano.
- Solo x te (1998): organizzatore di produzione con M.C.Cicinnati
- Matrimoni (1998): direttore di produzione con C. Comencini
- Tre uomini e una Gamba (1997): organizzatore di produzione con M. Venier

#### Collaborazioni
- L’ultima lezione (2001): F.Rosi
- L'imbalsamatore (2003): M.Garrone
- Bimba - È clonata una stella (2002): S.Guzzanti